# Греция на «Детском Евровидении — 2003»
Греция дебютировала на «Детском Евровидении — 2003», проходившем в Копенгагене, Дания, 15 ноября 2003 года. На конкурсе страну представил Николас Ганопулос с песней «Fili gia panta». Он занял восьмое место, набрав 53 балла.

## Предыстория
В 2003 году Греция и греческий телевещатель ERT впервые приняли участие на «Детском Евровидении». Греция была объявлена участвующей страной 21 ноября 2002 года. Греческий телевещатель ERT организовал национальный отбор, чтобы выбрать на конкурс представителя от Греции.

## Национальный отбор
Приём заявок на национальный отбор был открыт до 22 августа 2003 года. После дедлайна стало известно, что 141 заявка была отправлена греческому телевещателю ERT. Позднее, 3 и 4 сентября 2003 года, жюри прослушало все присланные песни и выбрало 10 финалистов для национального отбора.
| Артист                      | Песня                                                 | Возраст | Автор(-ы) песни                   | Город     |
| --------------------------- | ----------------------------------------------------- | ------- | --------------------------------- | --------- |
| Джорджина Василиу           | «Ma protimo ti tzaz» («Μα προτιμώ τη τζαζ»)           | 11 лет  | Джорджина Василиу                 | Афины     |
| Захос Хаджилукас            | «Kai mi se noiazei» («Και μη σε νοιάζει»)             | 12 лет  | Захос и Агни Хаджилукас           | Пирей     |
| Иоанна Спану                | «Mia efchi» («Μια ευχή»)                              | 11 лет  | Иоанна Спану                      | Эгина     |
| Катерина Сотириадис         | «Synnefa ston ourano mas» («Σύννεφα στον ουρανό μας») | 15 лет  | Катерина Сотириадис               | Афины     |
| Николас Ганопулос           | «Filoi gia panta» («Φίλοι για πάντα»)                 | 8 лет   | Николас Ганопулос                 | Верия     |
| Хлоя Болети                 | «Mazi me sena» («Μαζί με σένα»)                       | 10 лет  | Хлоя Болети                       | Лутракион |
| Эвелин Геракитис            | «Megalono» («Μεγαλώνω»)                               | 15 лет  | Димитрис Томас и Эвелин Геракитис | —         |
| Эви Бурантони               | «Soste ti Gi» («Σώστε τη Γη»)                         | 12 лет  | Эви Бурантони                     | Афины     |
| Эрофили Клеанти             | «Kante kati» («Κάντε κάτι»)                           | 13 лет  | Эрофили Клеанти                   | Коридалос |
| Эфтихия и Марина Манолараки | «Ta didymakia» («Τα διδυμάκια»)                       | 12 лет  | Эфтихия и Марина Манолараки       | Афины     |

Национальный отбор состоялся 5 октября 2003 года в «Cine Keramikos Athena» в Афинах, Греция. Ведущими отбора были Маса Фасула и Темис Георгантас. Победитель был определён комбинацией голосов от жюри (50%) и телезрителей (50%). В качестве гостей на национальном отборе выступили: Эвридики (представительница Кипра на «Евровидении» в 1992, 1994 и 2007 годах), One (представители Кипра на «Евровидении-2002»), Теодора Рафти (представительница Кипра на «Детском Евровидении — 2003») и Энн Гадегаард (представительница Дании на «Детском Евровидении — 2003»).
В состав жюри вошли:
- Дафни Бокота — ведущий программ;
- Фокас Евангелинос — хореограф;
- Танос Каллирис — певец и композитор;
- Ставрос Папаставру — автор песен;
- Сократис Сумелас — музыкальный продюсер;
- Илиас Филиппос — поэт-песенник;
- Васия Яннакопулу — детское жюри;
- Йоргос Гонтевас — детское жюри.

| №  | Артист                      | Песня                                                 | Телег. | Итого | Место |
| -- | --------------------------- | ----------------------------------------------------- | ------ | ----- | ----- |
| 01 | Эвелин Геракитис            | «Megalono» («Μεγαλώνω»)                               | 4,207  | 7.6%  | 3     |
| 02 | Катерина Сотириадис         | «Synnefa ston ourano mas» («Σύννεφα στον ουρανό μας») | 1,766  | 3.8%  | 7     |
| 03 | Эфтихия и Марина Манолараки | «Ta didymakia» («Τα διδυμάκια»)                       | 2,558  | 4.6%  | 6     |
| 04 | Николас Ганопулос           | «Filoi gia panta» («Φίλοι για πάντα»)                 | 5,009  | 12%   | 1     |
| 05 | Эрофили Клеанти             | «Kante kati» («Κάντε κάτι»)                           | 2,752  | 7.6%  | 4     |
| 06 | Хлоя Болети                 | «Mazi me sena» («Μαζί με σένα»)                       | 4,224  | 9%    | 2     |
| 07 | Захос Хаджилукас            | «Kai mi se noiazei» («Και μη σε νοιάζει»)             | 457    | 1%    | 10    |
| 08 | Иоанна Спану                | «Mia efchi» («Μια ευχή»)                              | 1,358  | 2%    | 9     |
| 09 | Джорджина Василиу           | «Ma protimo ti tzaz» («Μα προτιμώ τη τζαζ»)           | 1,844  | 3.6%  | 8     |
| 10 | Эви Бурантони               | «Soste ti Gi» («Σώστε τη Γη»)                         | 3,792  | 6.6%  | 5     |

## На «Детском Евровидении»
Жеребьёвка порядковых номеров участников состоялась 7 октября 2003 года: Николас Ганопулос выступил под первым номером, перед Хорватией. На сцене Николас выступил в сопровождении четырёх танцовщиц: Евы Стефанопулу, Полимнии Провату, Элизы Потири и Елены Вафейду, хореографами которых были Евангелия Петикопулу и Анна Мавриду.
Конкурс транслировал телеканал ERT1, комментаторами которого были Маса Фасула и Никос Франтсескакис, в то время как результаты голосования от Греции объявила Хлоя Болети. 
По итогам голосования, Николас занял восьмое место, набрав 53 балла, получив высшую оценку (12 баллов) от Кипра, в то время как греческие телезрители также присудили 12 баллов Кипру.

## Голосование[12]
| Баллы     | Страна                                                |
| --------- | ----------------------------------------------------- |
| 12 баллов | Кипр                                                  |
| 10 баллов |                                                       |
| 8 баллов  |                                                       |
| 7 баллов  | Великобритания Норвегия Хорватия                      |
| 6 баллов  |                                                       |
| 5 баллов  | Латвия Румыния                                        |
| 4 балла   |                                                       |
| 3 балла   | Швеция                                                |
| 2 балла   | Бельгия                                               |
| 1 балл    | Белоруссия Дания Нидерланды Польша Северная Македония |

| Баллы     | Страна         |
| --------- | -------------- |
| 12 баллов | Кипр           |
| 10 баллов | Хорватия       |
| 8 баллов  | Испания        |
| 7 баллов  | Великобритания |
| 6 баллов  | Дания          |
| 5 баллов  | Белоруссия     |
| 4 балла   | Румыния        |
| 3 балла   | Бельгия        |
| 2 балла   | Мальта         |
| 1 балл    | Нидерланды     |

### Комментарии
1. ↑  По состоянию на 9 сентября 2003 года, когда список участников отбора был объявлен телевещателем ERT[5][6].
2. ↑  Не был объявлен